# Gedinne
Gedinnelà một đô thị ở tỉnh Namur. Tại thời điểm ngày 1 tháng 1 năm 2006, đô thị này có dân số 4.405 người. Tổng diện tích là 151.56 km², với mật độ dân số 29 người trên mỗi km².
Tháp quan sát Tour du Millénaire nằm gần Gedinne được dựng năm 2001.